# Lázaro Cárdenas, San Felipe Usila
Lázaro Cárdenas är en ort i Mexiko.   Den ligger i kommunen San Felipe Usila och delstaten Oaxaca, i den sydöstra delen av landet, 300 km sydost om huvudstaden Mexico City. Lázaro Cárdenas ligger 90 meter över havet och antalet invånare är 167.
Terrängen runt Lázaro Cárdenas är varierad. Lázaro Cárdenas ligger nere i en dal. Runt Lázaro Cárdenas är det ganska glesbefolkat, med 47 invånare per kvadratkilometer. Närmaste större samhälle är San Lucas Ojitlán, 16,2 km norr om Lázaro Cárdenas. I omgivningarna runt Lázaro Cárdenas växer i huvudsak städsegrön lövskog.